# Itatiaya pucupucu
Itatiaya pucupucu är en spindelart som beskrevs av Polotow och Antonio D. Brescovit 2006. Itatiaya pucupucu ingår i släktet Itatiaya och familjen Ctenidae. Inga underarter finns listade i Catalogue of Life.